# International Nuclear Event Scale
The International Nuclear Event Scale (INES) är en sjugradig skala, utarbetad av Internationella atomenergiorganet, för att kunna gradera incidenter/olyckor vid kärnkraftsanläggningar. De tre lägsta nivåerna (1-3) kallas för händelser eller incidenter och de fyra översta för olyckor (4-7). Det finns också en nivå 0 ("utanför skalan") för att ange att händelsen inte har någon betydelse ur säkerhetssynpunkt. Händelserna klassificeras enligt tre kriterier:
- Omgivningspåverkan (utsläpp av radioaktiva partiklar till omgivningen)
- Anläggningspåverkan (utsläpp av radioaktiva partiklar inom anläggningen)
- Försämring i anläggningens djupförsvar (försämring i anläggningens säkerhetssystem).

## Detaljer
| Nivå   | Beskrivning | Exempel |
| ------ | --- | --- |
| INES 7 | Stor påverkan på omgivningen, omfattande hälso- och miljöeffekter. | - Tjernobylolyckan, Sovjetunionen, 1986 - Fukushima I, Japan, 2011 |
| INES 6 | Betydliga utsläpp till omgivningen, som troligen kräver fullt utnyttjande av planerade motåtgärder. | - Majak-olyckan, Sovjetunionen, 1957. |
| INES 5 | Begränsade utsläpp till omgivningen, som troligen kräver partiellt utnyttjande av planerade motåtgärder. eller Allvarlig skada på reaktorhärden eller de radiologiska barriärerna. | - NRX-olyckan, Canada, december 1952 - Brand i Windscale (nuvarande Sellafield), Storbritannien, 1957 - Three Mile Island-olyckan, USA, 1979.                                        |
| INES 4 | Mindre effekter på omgivningen där stråldoserna till allmänheterna är i samma storleksordning som rekommenderade nivåer. eller Betydlig skada på reaktorhärden eller de radiologiska barriärerna eller dödlig bestrålning av minst en anställd på anläggningen.                                  | - Sellafield, Storbritannien, 5 incidenter 1955–1979 - Saint-Laurents kärnkraftverk, Frankrike, 1980 - Buenos Aires, Argentina, 1983 - Tokaimura, Japan, 1999 - Onagawa, Japan, 2011 |
| INES 3 | Mycket liten effekt på omgivningen, stråldoser till allmänheten under rekommenderade nivåer. eller Allvarlig spridning av kontaminering på anläggningen (on-site) och/eller akuta hälsoeffekter på någon anställd på anläggningen. eller En "nästan-olycka" där inga säkerhetsnivåer finns kvar. | - THORP-anläggningen, Sellafield (Storbritannien), 2005. - Fukushima II, Japan, 2011.                                                                                                |
| INES 2 | En incident utan påverkan på omgivningen. Betydande spridning av radioaktivitet inom anläggningen kan ha förekommit. eller Överexponering på någon anställd på anläggningen. eller Incidenter med betydande brister i säkerhetsföreskrifterna.                                                   | - Barsebäckshändelsen, Sverige, juli 1992 - Forsmarks kärnkraftverk, Sverige, juli 2006                                                                                              |
| INES 1 | En anomali utöver vad som är tillåten. | |
| INES 0 | En händelse som inte har någon betydelse för säkerheten. | |